# Бохогіна
Бохогіна (рум. Bohoghina) — село у повіті Ботошані в Румунії. Адміністративно підпорядковане місту Бучеча.
Село розташоване на відстані 374 км на північ від Бухареста, 19 км на захід від Ботошань, 113 км на північний захід від Ясс.

## Населення
За даними перепису населення 2002 року у селі проживали 179 осіб, усі — румуни. Усі жителі села рідною мовою назвали румунську.